# Zakrzewo (Kozłowo)
Zakrzewo (deutsch Groß Sakrau) ist ein Dorf in der polnischen Woiwodschaft Ermland-Masuren. Es gehört zur Gmina Kozłowo (Landgemeinde Groß Koslau, 1938 bis 1945 Großkosel) im Powiat Nidzicki (Kreis Neidenburg).

## Geographische Lage
Zakrzewo liegt im Südwesten der Woiwodschaft Ermland-Masuren, zwölf Kilometer südwestlich der Kreisstadt Nidzica (deutsch Neidenburg).

## Geschichte
Sakrau – um 1785 Groß Sackerau, nach 1785 Groß Saackrau – wurde 1343 erstmals erwähnt. Das Dorf bestand aus einem Gut und ein paar Gehöften. Ein Zollamt befand sich zwischen 1920 und 1939 etwa 1,3 Kilometer westlich des Ortes.
Der Gutsbezirk Groß Sakrau wurde 1874 ein Teil des Amtsbezirks Klein Koslau (polnisch Kozłówko, heute in Kozłowo aufgegangen), der – 1938 in „Amtsbezirk Kleinkosel (Ostpr.)“ umbenannt – bis 1945 bestand und zum ostpreußischen Kreis Neidenburg gehörte. Im Jahre 1910 zählte Groß Sakrau 128 Einwohner, im Jahre 1933 waren es 256 und 278 im Jahre 1939.
In Kriegsfolge wurde 1945 das gesamte südliche Ostpreußen an Polen überstellt. Groß Sakrau erhielt die polnische Namensform „Zakrzewo“ und ist heute mit dem Sitz eines Schulzenamtes (polnisch Sołectwo) eine Ortschaft im Verbund der Gmina Kozłowo (Landgemeinde Groß Koslau, 1938 bis 1945 Großkosel) im Powiat Nidzicki (Kreis Neidenburg), bis 1998 der Woiwodschaft Olsztyn, seither der Woiwodschaft Ermland-Masuren zugehörig. Im Jahre 2011 belief sich die Einwohnerzahl von Zakrzewo auf 162.

## Kirche
Bis 1945 war Groß Sakrau in die evangelische Kirche Klein Koslau (1938 bis 1945 Kleinkosel (Ostpr.), polnisch Kozłówko) in der Kirchenprovinz Ostpreußen der Kirche der Altpreußischen Union, sowie in die römisch-katholische Kirche Soldau (polnisch Działdowo) im Bistum Ermland eingepfarrt.
Heute gehört Zakrzewo zur evangelischen Heilig-Kreuz-Kirche Nidzica (Neidenburg) in der Diözese Masuren der Evangelisch-Augsburgischen Kirche in Polen, außerdem in die St.-Peter-und-Paul-Kirche Kozłowo (Groß Koslau, 1938 bis 1945 Großkosel) im Dekanat Kozłowo im Erzbistum Ermland.

## Verkehr

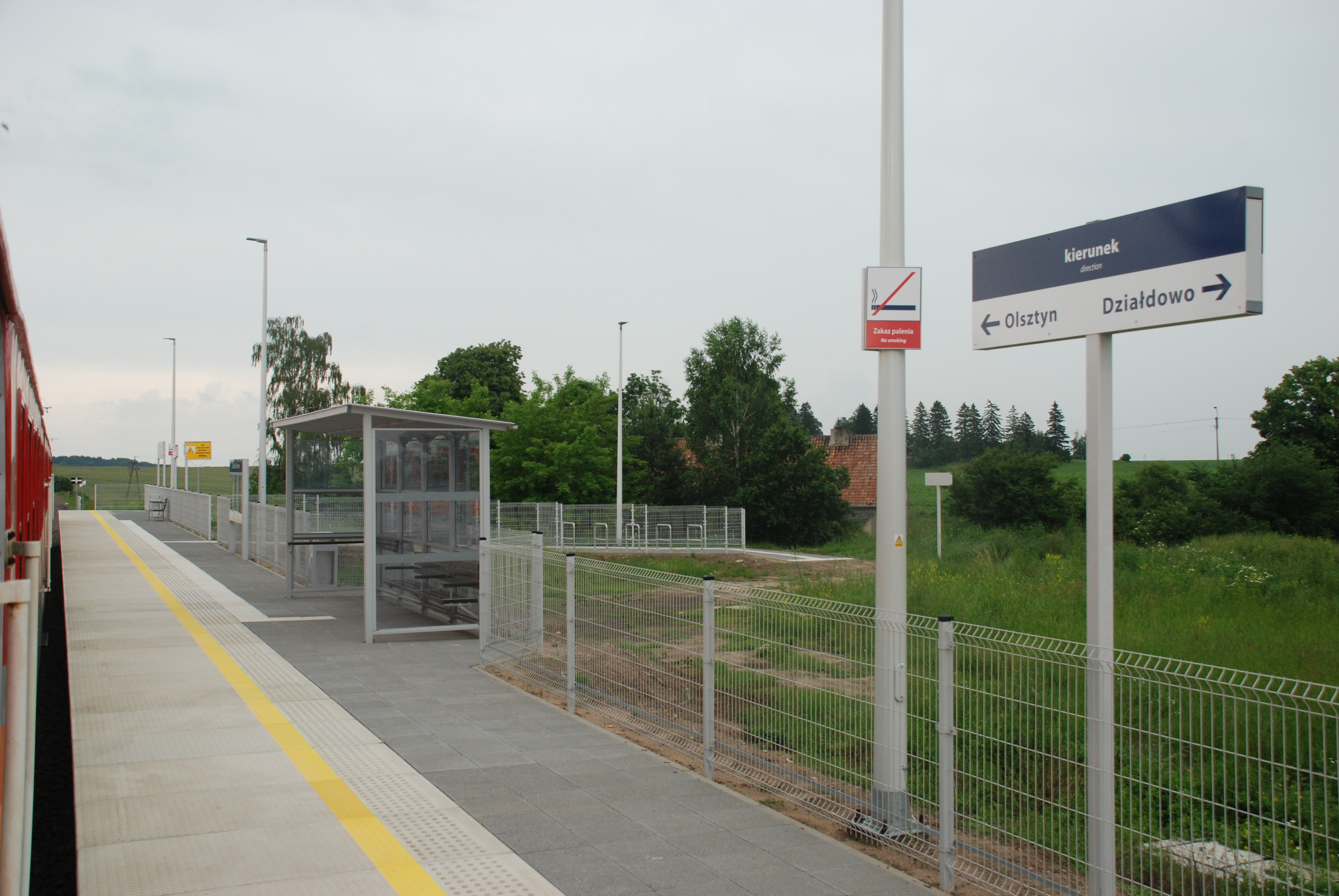
Bahnstation Zakrzów-Sarnowo

Zakrzewo liegt östlich der Woiwodschaftsstraße 545 und ist über Kozłowo auf einer Nebenstraße in Richtung Niedanowo zu erreichen. Seit 1922 ist Zakrzewo zusammen mit Sarnowo (Scharnau) Bahnstation an der Bahnstrecke Działdowo–Olsztyn. Bis 1945 hieß die Station Sakrau-Scharnau, von 1945 bis 1947 Zakrzewo-Sarnowo und seit 1947 Zakrzów-Sarnowo.

## Weblink
- Kreisgemeinschaft Neidenburg, Bildarchiv Groß Sakrau